# Subregió de Serra da Estrela
Serra da Estrela és una subregió estadística portuguesa, part de la Regió Centre i del Districte de Guarda. Limita al nord amb Dão-Lafões, a l'est amb Beira Interior Norte, al sud amb Cova da Beira i a l'oest amb Pinhal Interior Norte. Àrea: 872 km². Població (2001): 49.896.
Comprèn tres concelhos:
- Fornos de Algodres
- Gouveia
- Seia

Aquesta subregió pren el nom de la Serra da Estrela, la serralada més gran i alta de Portugal on es troba el Parc Natural de la Serra da Estrela de 1000 km².